# Campionat d'Espanya de motocròs 1975
La temporada de 1975 del Campionat d'Espanya de motocròs fou la 17a edició d'aquest campionat, organitzat per la Reial Federació Motociclista Espanyola. El calendari oficial constava de 9 proves puntuables, celebrades entre el 23 de març i el 5 d'octubre. Tres de les proves programades es disputaren als Països Catalans: Motocròs d'Esplugues (23 de març), Motocròs de Figueres (25 de maig) i Motocròs de Castelló de la Plana (28 de setembre).

## Classificació final

### 250cc
| Posició | Pilot               | Motocicleta  | Punts     |
| ------- | ------------------- | ------------ | --------- |
| 1       | Jorge Capapey       | Bultaco      | 144 (184) |
| 2       | José Angel Mendívil | Bultaco      | 126 (156) |
| 3       | Toni Elías          | Bultaco      | 101 (114) |
| 4       | Ignasi Bultó        | Bultaco      | 88        |
| 5       | José María Sáinz    | Bultaco      | 81 (85)   |
| 6       | Joan Cros           | Bultaco      | 73        |
| 7       | Fernando Muñoz      | OSSA/Montesa | 66        |
| 8       | Domingo Gris        | OSSA/Montesa | 63        |
| 9       | Luis Sánchez        | OSSA         | 57 (59)   |
| 10      | Albert Ribó         | Montesa      | 57        |

## Categories inferiors

### Trofeu Júnior 125cc
| Posició | Pilot        | Motocicleta | Punts |
| ------- | ------------ | ----------- | ----- |
| 1       | Joan Mitjans | Montesa     | ?     |
| 2       | ?            | ?           | ?     |
| 3       | ?            | ?           | ?     |

### Trofeu Júnior 75cc
| Posició | Pilot             | Motocicleta | Punts    |
| ------- | ----------------- | ----------- | -------- |
| 1       | José Luis Mendoza | Derbi       | 91 (97)  |
| 2       | Joan Mitjans      | Montesa     | 89 (125) |
| 3       | Ricardo López     | Puch        | 79       |